# 深圳青年人足球俱乐部
深圳青年人足球俱乐部是中国广东省深圳市的一家足球俱乐部，主场设于宝安体育中心，目前征战中国足球甲级联赛。

## 历史
成立于2022年6月，深圳青年人获得2022年深圳超级联赛冠军，从而获得2023年中国足球协会会员协会冠军联赛资格。
2023赛季，深圳青年人在小组赛中5场全胜，晋级决赛，决赛分组位于A组。2023年10月14日，在击败陕西崇德荣海之后，深圳青年人获得直升中乙资格。作为A组冠军，深圳青年人在与B组冠军进行两回合的决赛中1比1战平，但在点球大战中负于廊坊荣耀之城，最终获得亚军。
2024赛季，深圳青年人在2024年中国足球乙级联赛中获得第三名，最终以递补身份获得2025年中国足球甲级联赛参赛资格。